# Krokegöl (Lenhovda socken, Småland, 630619-147878)
Krokegöl är en sjö i Uppvidinge kommun i Småland och ingår i Lyckebyåns huvudavrinningsområde. Sjön har en area på 0,228 kvadratkilometer och ligger 238 meter över havet.

## Delavrinningsområde
Krokegöl ingår i det delavrinningsområde (630642-147883) som SMHI kallar för Utloppet av Krokegöl. Medelhöjden är 239 meter över havet och ytan är 0,67 kvadratkilometer. Det finns inga avrinningsområden uppströms utan avrinningsområdet är högsta punkten. Vattendraget som avvattnar avrinningsområdet har biflödesordning 2, vilket innebär att vattnet flödar genom totalt 2 vattendrag innan det når havet efter 106 kilometer. Avrinningsområdet består mestadels av skog (26 procent) och sankmarker (36 procent). Avrinningsområdet har 0,23 kvadratkilometer vattenytor vilket ger det en sjöprocent på 34,1 procent.